# Собор Святой Терезы (Кашиас-ду-Сул)
Собор Святой Терезы — римско-католический храм в бразильском городе Кашиас-ду-Сул, кафедра епископа Кашиас-ду-Сула. Расположен в центре города на площади Данте Алигьери. Посвящён святой Терезе Авильской.
Первые итальянские переселенцы пришли к месту будущего города Кашиас-ду-Сул в 1875 году. Службы проводились тогда в бамбуковой хижине рядом с кладбищем. Община была настолько бедной, что дарохранительницей им служил деревянный корпус от настенных часов. 26 апреля 1884 года из прихода Сан-Себастьян-ду-Каи был выделен приход Санта-Тереза-де-Кашиас. Его посвятили Святой Терезе в знак благодарности итальянских иммигрантов «Матери бразильцев» императрице Терезе Кристине. В 1888 году управление приходом взяли на себя священники-паллотины, прибывшие из Германии. Они построили в быстро растущем городе первую деревянную церковь, привезли в неё образы Святейшего Сердца Иисуса и Непорочного Сердца Марии, написанные в Королевской школе искусств в Мюнхене; пять стальных колоколов из Бохума. Алтарь церкви был создан местным скульптором выпускником Миланской академии изящных искусств Тарквинио Дзамбелли.
Краеугольный камень в основание новой монументальной церкви был заложен 5 декабря 1899 года. Строительство шло быстро с активным участием итальянских переселенцев. 15 октября 1900 года епископ Сан-Педру-ду-Риу-Гранди Клаудио Понсе де Леан торжественно освятил новую церковь Святой Терезы, хотя работы над облицовкой фасадов, внутренней отделкой, алтарём, башнями продолжались ещё пятнадцать лет. 8 сентября 1934 года Римский папа Пий XI выпустил буллу «Quae spirituali christifidelium», которой учредил епархию Кашиас-ду-Сула, выделив её из архиепархии Порту-Алегри. В 1951 году в соборе Святой Терезы появился электрический орган.
Собор Святой Терезы имеет структуру трёхнефной базилики. Он построен из кирпича в неоготическом стиле по образцу базилики Святого Антония Падуанского в Болонье. Собор расположен на значительном возвышении, куда ведёт монументальная трёхмаршевая лестница. Трёхчастный главный фасад храма членён сильно выступающими пилястрами, завершающимися стройными башенками. Такой же башенкой с крестом увенчан и щипец. В каждой секции фасада — по стрельчатому порталу. Высокая центральная часть акцентирована розой под полукруглым фронтоном, решённым как вертикальное продолжение портала.
На главном алтаре собора — статуи Мадонны с младенцем, воскресшего Иисуса Христа и святой Терезы Авильской. Множество статуй разного времени и в боковых алтарях, здесь можно увидеть большое распятие скульптора Эстасио Дзамбелли, изваяния святых Франциска Ассизского, Ансельма Кентерберийского, Агнессы Римской. Украшением собора Святой Терезы является серия заказанных в Германии витражей в боковых окнах высокого центрального нефа.